# Echinoderes svetlanae
Echinoderes svetlanae är en djurart som tillhör fylumet pansarmaskar och som beskrevs av Andrej V. Adrianov 1999.
Echinoderes svetlanae ingår i släktet Echinoderes och familjen Echinoderidae. Artens utbredningsområde är Norra Ishavet. Inga underarter finns listade i Catalogue of Life.